# Łucja Burzyńska
Łucja Burzyńska (ur. 12 października 1924 w Poznaniu, zm. 24 września 2017) – polska aktorka. W latach: 1946–1990 występowała w Teatrze Polskim we Wrocławiu.

## Życiorys
Córka Bolesława. Jej bratem był Zenon Burzyński - również aktor. Przed II wojną światową, jako dziecko, współpracowała z poznańską rozgłośnią radiową. Ukończyła Studium Aktorskie w Poznaniu. W teatrze zadebiutowała 10 maja 1946 roku. W 1951 roku zdobyła wyróżnienie za rolę Heli w Wodewilu warszawskim Zdzisława Gozdawy i Wacława Stępnia w Teatrze Młodego Widza we Wrocławiu na Festiwalu Polskich Sztuk Współczesnych.
Była m.in. dwukrotną laureatką plebiscytu Iglic - nagrody czytelników „Słowa Polskiego” we Wrocławiu.
Została pochowana 30 września 2017 roku na cmentarzu parafialnym „Skowronia Góra” przy ulicy Działkowej.

## Ordery i odznaczenia
- Order Odrodzenia Polski[3]
- Złoty Krzyż Zasługi (19 kwietnia 1956)[4]
- Odznaka „Zasłużony Działacz Kultury”
- Odznaka „Budowniczy Wrocławia”

## Filmografia
- 2010 – Święta krowa jako Janina
- 2010 – Powiedz prawdę, przecież cię nie biję jako babcia
- 2010 – Licencja na wychowanie jako staruszka
- 2008 – Polska love Serenade jako Babcia Sobieska
- 2007 – M jak miłość (odc. 533)
- 2007 – Biuro Kryminalne
- 2006 – Fundacja jako Gajewska
- 2006 – Czeka na nas świat jako żebraczka na wózku
- 2004–2011 – Pierwsza miłość jako starsza pani w kościele, w którym modlił się Marek Żukowski/Sąsiadka
- 1999–2009 – Świat według Kiepskich jako Kociębowa/Paulinka/kobieta/królowa Elżbieta II/staruszka/spacerowiczka
- 1998–1999 – Życie jak poker jako pacjentka
- 1993 – Obcy musi fruwać
- 1986 – Na kłopoty... Bednarski jako babcia Leszka
- 1981 – Kobieta samotna
- 1976 – Krótka podróż
- 1974 – To ja zabiłem jako tramwajarka wyjeżdżająca z zajezdni tramwajowej
- 1972 – Z tamtej strony tęczy jako pielęgniarka

### Spektakle teatralne - (wybór)[5]
Teatr Polski we Wrocławiu
- 1947 – Sen nocy letniej jako Hermia
- 1948 – Świerszcz za kominem jako Kropeczka
- 1951 – Jak wam się podoba jako Audrey
- 1952 – Magazyn mód jako Liza
- 1953 – Tania Aleksieja Arbuzowa rola tytułowa
- 1954 – Wkrótce zakwitną kasztany jako Gustyna
- 1960 – Moralność pani Dulskiej jako Hesia
- 1961 – Volpone jako Colomba
- 1962 – Świętoszek jako Doryna

Teatr Współczesny we Wrocławiu
- 1999 –  Kaleka z Inshmaan jako Mammy